# Церква святителя Василія Великого (Лисичинці)
Церква святителя Василія Великого в Лисичинцях — парафія і храм Підволочиського благочиння Тернопільської єпархії Православної церкви України в селі Лисичинці Тернопільського району Тернопільської области.

## Історія церкви
На південно-західному схилі села в давнину стояла дерев'яна церква.
У 1900 році священник Голінатий розпочав будівництво нового храму на честь святителя Василія Великого. Проєкт створив архітектор Василь Нагірний, а іконостас виготовив майстер Гевусь. Освячення храму відбулося у 1902 році.
У 1961 році в приміщенні церкви створили музей, і богослужіння припинилися на 28 років.
У вересні 1989 року храм відкрили, і одразу розпочалися реставраційні роботи.
У 1995 році відзначили 180-річчя від дня народження о. Степана Качали, встановивши на стіні храму меморіальну дошку.
У вересні 2003 року, з нагоди 100-річчя храму, його відвідав митрополит Тернопільський і Бучацький Василій. Хор та парафіяни були нагороджені Грамотами УПЦ КП.
У 2009 році, на 20-річчя відкриття, парафію відвідав єпископ Тернопільський і Бучацький Нестор. Того ж року збудували недільну школу.

## Парохи
- о. Степан Качала (1872—1888),
- о. Олександр Голінатий,
- о. Стець,
- о. Северин Савчак,
- о. Була,
- о. Ржепецький (до закриття у 1961),
- о. Процишин,
- о. Григорій Хома,
- о. Михайло Будник,
- о. Петро Жукевич (з вересня 1989).